# Acheron Catena
Acheron Catena és una formació geològica del tipus catena del quadrangle Arcadia de Mart, situat amb coordenades planetocèntriques a 40.7 ° latitud N i 261.71 ° longitud E. Té un diàmetre de 421.77 km i va rebre el nom d'un clàssic d'albedo situat a 35 ° latitud N i 140 ° longitud O. El nom va ser fet oficial per la UAI l'any 1979. El terme "Catena" fa referència a una cadena de cràters.